# Mils bei Imst
Mils bei Imst – gmina w zachodniej Austrii, w kraju związkowym Tyrol, w powiecie Imst. Według Austriackiego Urzędu Statystycznego liczyła 551 mieszkańców (1 stycznia 2015).